# Ulica Ludźmierska w Krakowie
Ulica Ludźmierska – ulica w Krakowie, w dzielnicy XVIII Nowa Huta, w Nowej Hucie.
Łączy ulicę Obrońców Krzyża, Stefana Żeromskiego z aleją gen Władysława Andersa i ulicą gen. Mieczysława Boruty-Spiechowicza. Jest jednojezdniowa.

## Historia
Ulica została wytyczona podczas lokacji Nowej Huty. Powstała około 1949 roku i wtedy też ukształtowała się jej obecna forma. Została zaprojektowana przez Tadeusza Ptaszyckiego. W tym samym roku otrzymała nazwę ul. Karola Marksa. Nazwa ta została nadana przez komunistyczne władze dla upamiętnienia Karola Marksa, niemieckiego filozofa, socjologa i ekonomisty.
W 1991 roku Rada Miasta Krakowa nadała ulicy obecną nazwę.

## Infrastruktura
Ulicę Ludźmierską tworzy dwupasmowa ulica. W ciągu ulicy znajduje się m.in.: Kościół Najświętszego Serca Pana Jezusa, pomnik Krzyża Nowohuckiego, osiedle Teatralne, osiedle Urocze czy osiedle Zgody.